# Сизов, Борис Николаевич
Бори́с Никола́евич Сизо́в (19 июля 1936 года, Москва — 5 января 2011 года, Москва) — директор Государственной научной педагогической библиотеки имени К. Д. Ушинского (ГНПБ им. К. Д. Ушинского) c 1988 по 2008 годы, кандидат педагогических наук.

## Биография
Борис Николаевич Сизов родился 19 июля 1936 года в Москве.
Окончил в 1961 году Московский авиационный институт.
Свою трудовую деятельность начал инженером во ЦНИИМАШе в городе Калининграде (Московская область).
С 1968 года стал работать заведующим отделом, затем заместителем директора Государственной публичной научно-технической библиотеки, а с 1988 по 2008 год был директором Государственной научной педагогической библиотеки им. К. Д. Ушинского.

## Научные труды
Автор более 70 научных публикаций и двух авторских свидетельств.

## Почётные звания и награды
- Звание «Заслуженный работник культуры РФ»
- Медаль «Ветеран труда»
- «Золотая медаль ВДНХ»
- Нагрудный знак «Почётный работник общего образования РФ»